# Resolution 646 des UN-Sicherheitsrates
Die Resolution 646 des UN-Sicherheitsrates ist eine Resolution, die der Sicherheitsrat der Vereinten Nationen am 14. Dezember 1989 einstimmig beschloss.

## Inhalt
Es wurde ein Bericht des Generalsekretärs zur Kenntnis genommen, dass die Präsenz der Friedenstruppe der Vereinten Nationen in Zypern (UNFICYP) aufgrund der bestehenden Umstände weiterhin für eine friedliche Lösung unerlässlich sei. Der Rat brachte seinen Wunsch zum Ausdruck, dass alle Parteien das Zehn-Punkte-Abkommen zur Wiederaufnahme der interkommunalen Gespräche unterstützen, und ersuchte den Generalsekretär, vor dem 31. Mai 1990 erneut Bericht zu erstatten, um die Umsetzung der Resolution zu verfolgen.
Der Rat bekräftigte seine früheren Resolutionen, darunter die Resolution 365 (1974), brachte seine Besorgnis über die Lage zum Ausdruck, forderte die beteiligten Parteien zur Zusammenarbeit für den Frieden auf und verlängerte die Stationierung der in der Resolution 186 (1964) aufgestellten Truppe in Zypern erneut bis zum 15. Juni 1990.